# Дягилево (Палехский район)
Дя́гилево — деревня в Палехском районе Ивановской области. Находится в Раменском сельском поселении.

## География
Находится в 1,5 км к северу от Палеха, на трассе  Р152 (участок Палех — Заволжье).

## Население
| 1859 | 1905 | 2010 |
| ---- | ---- | ---- |
| 75   | ↗93  | ↘24  |

## Инфраструктура
Деревня газифицирована, проведена телефонная линия. На трассе у деревни — АЗС. Основная достопримечательность — дом-музей народного художника СССР Николая Зиновьева (1888—1979), который родился в Дягилеве.